# Hevessi Jenő
Hevessi Jenő, Hevesi (Szeged, 1863. június 1. – Budapest, 1931. május 1.) hírlapíró.

## Élete és munkássága
Előbb a rajztanári pályára készült; 1882-től azonban teljesen az irodalmi pályán működött Szegeden, Győrött, Budapesten és Székesfehérvárott. Szerkesztette 1891-ben a Vasárnapot, 1893-94-ben a Fakereskedők Lapját és 1894-ben az Alföldi Lapok c. társadalmi és szépirodalmi hetilapot; majd a Táncztanítók Lapja felelős szerkesztője volt Budapesten.
Irodalmi működését humorisztikus dolgozatokkal kezdte meg a fővárosi élczlapokban; később azonban komolyabb irányú cikkeket írt a politikai napilapokba. Cikkei az Ifjuságban (1882-87), a Borsszem Jankóban (1885), az Üstökösben (1887), az Urambátyámban (1887-től), a Vasmegyei Lapokban (1886-90), a Szögedi Paprikában (1886-90. melynek segédszerkesztője s rajzolója volt), a Zentai Ellenőrben (1886-tól), a Pécskai Ujságban (1887-88), a Szigetvár és Vidékében (1888), a Közérdekben (1888-90.) a Hetilapban (1888), Tata-Tóvárosi Hiradóban (1889), a Bolond Istókban (1889-től), a Moor és Vidékében (1889-től), a Kárpátaljában (1889-től), a Szegedi Naplóban (1890-től), Szegedi Hiradóban (1890., melynek egyik rovatvezető munkatársa); 1891-től költeményeket és tárczaczikkeket írt a következő lapokba: Budapesti élet, Közvélemény, Közérdek, Győri Közlöny, Maros, Gömöri Hirlap, Komárommegyei Közlöny, Pápai Közlöny, Szabadság (Szabadka), Bácskai Ellenőr, Kaposvár, Budapest, Amerikai Nemzetőr, Tapolcza és Vidéke, Gömör, Felsőmagyarország, Szegedi Jogász Lapok, Pécsi Figyelő, Hód-Mező-Vásárhely, Ujvidék, Aradi Hiradó, Herkó Páter, Határőr, Komárommegyei Értesítő, Liptó, Nyitramegyei Közlöny, Nagy-Károly és Vidéke, Szabolcsi Szabadsajtó, Vasmegyei Lapok, Esztergomi Közlöny, Nagykőrösi Hirlap, Veszprém, Torontál, Felvidéki Ujság, Szamos, Hunyad, Zemplén, Tolnavármegye, Kisbér és Vidéke (1895. szept. 15. a lap pályázatán 50 koronát, az első díjat nyerte Czigány szerelem c. beszélye), Nógrádi Lapok és Félegyházi Hiradó. 1895. márc. 10-től az Egyetértés politikai napilapnak törvényszéki rovatvezetője.

## Színműve
- A csodadoktor, egy felvonásos bohózat 1895. június 21-én került színre Nagymaroson.

## Munkái
- Egy csomó altatószer (Elbeszélések innen-onnan) Szeged. 1890
- Köny és mosoly. Szeged, 1894 (Ism Főv. Lapok 12. sz.)
- Őskori történetek. Humoros elbeszélések. Bpest, 1895
- Egy orvos életéből. Víg regény. Szolnok, 1896
- A gyomafalvi tiszteletes (Képes Családi Lapok Könyvtára) Budapest, 1901
- Az intő. Monológ. uo., 1902
- Az örökösök. Regény. uo., 1905